# Трамускио (Модена)
Трамускио је насеље у Италији у округу Модена, региону Емилија-Ромања.
Према процени из 2011. у насељу је живело 276 становника. Насеље се налази на надморској висини од 13 м.